# Лександрувка
Лександрувка (пол. Leksandrówka) — річка в Польщі, у Бохенському повіті Малопольського воєводства. Ліва притока Ушвици, (басейн Балтійського моря).

## Опис
Довжина річки 16 км, найкоротша відстань між витоком і гирлом — 9,92  км, коефіцієнт звивистості річки — 1,62 . Формується притоками та безіменними струмками.

## Розташування
Бере початок у селі Полом-Дужи на висоті 313,6 м над рівнем моря. Тече переважно на північний схід через Лександрова, Новий Вісьнич, Старий Вісьнич, Кобиле і в Ушеві впадає у річку Ушвицю, праву притоу Вісли.

## Цікавий факт
- Біля гирла річки проходить автошлях  75.